# 忠臣新震旦介
忠臣新震旦介（学名：Neosinocythere chungchengi）为粗面介科新震旦介屬下的一个种。